# Alexis Galarneau
Alexis Galarneau (* 2. März 1999 in Laval, Québec) ist ein kanadischer Tennisspieler.

## Karriere
Galarneau spielte bis 2016 auf der ITF Junior Tour. Dort konnte er mit Rang 97 seine höchste Notierung in der Jugend-Rangliste erreichen. An einem Grand-Slam-Turnier der Junioren nahm er dabei nie teil.
Galarneau studierte von 2016 bis 2021 an der North Carolina State University, an der er auch College Tennis spielte. Während des Studiums spielte er auch Profiturniere, bei denen er ab 2018 auch erfolgreicher war. In diesem Jahr gewann er im Doppel seinen ersten Titel auf der ITF Future Tour und zog im Einzel in sein erstes Finale ein. Beim Challenger in Winnipeg gewann er auch erstmals Matches auf diesem Niveau u. a. gegen die Nummer 119 der Welt Michael Mmoh, bevor er im Viertelfinale verlor. Im Doppel konnte er Ende 2018 auch sein aktuelles Best Ranking in der Weltrangliste von Platz 416 erreichen, während er das Jahr im Einzel auf Platz 390 beendete. Auch 2019 spielte er vorrangig Challengers sowie Qualifikationen für Turniere der ATP Tour in Nordamerika, da er dafür jeweils Wildcards erhielt. Der Viertelfinaleinzug in Houston war dabei sein bestes Abschneiden. Vor dem Jahresende gewann er dann auch seinen ersten Future-Titel im Einzel. Das Jahr schloss er auf Platz 547, hatte aber mehr Punkte und war damit erfolgreicher als im Vorjahr.
Das Jahr 2021 konnte Galarneau mit einem Viertelfinale in Cleveland beginnen und auch mehrfach die erste Runde von anderen Challengers überstehen, ehe er in Bogotá abermals das Viertelfinale erreichte. In Toronto, bei einem Masters bekam er eine Wildcard für den Doppelwettbewerb, wodurch er zu seinem Debüt auf diesem Niveau kam. Hier unterlag er an der Seite von Félix Auger-Aliassime an der Auftakthürde. Im Einzel stand der Kanadier im November mit Platz 320 auf seinem Karrierehoch im Einzel. 2022 zog er in Cleveland sowie in Lille zwei weitere Male ins Viertelfinale ein, nachdem er sich durch die Qualifikation gekämpft hatte. Im März wurde Galarneau das erste Mal in die kanadische Davis-Cup-Mannschaft berufen und verlor sein Premierematch gegen die Niederlande.

## Erfolge
| Legende (Anzahl der Siege)  |
| Grand Slam                  |
| ATP World Tour Finals       |
| ATP World Tour Masters 1000 |
| ATP World Tour 500          |
| ATP World Tour 250          |
| ATP Challenger Tour (1)     |

### Einzel

#### Turniersiege
| Nr. | Datum         | Turnier | Belag     | Finalgegner    | Ergebnis      |
| --- | ------------- | ------- | --------- | -------------- | ------------- |
| 1.  | 23. Juli 2023 | Granby  | Hartplatz | Philip Sekulic | 6:4, 3:6, 6:3 |